# 巴济扬
巴济扬（法語：Bazian，法語發音：[bazjɑ̃]）是法国热尔省的一个市镇，属于欧什区。

## 地理
巴济扬（43°40'9"N, 0°19'20"E）面积12.71 平方千米，位于法国奧克西塔尼大區热尔省，该省份为法国西南部内陆省份，北起顺时针与洛特-加龙省、塔恩-加龙省、上加龙省、上比利牛斯省、大西洋比利牛斯省和朗德省接壤。
与巴济扬接壤的市镇（或旧市镇、城区）包括：卡亚韦、卡佐当格莱斯、里格珀、罗克布吕讷、蒂代勒。

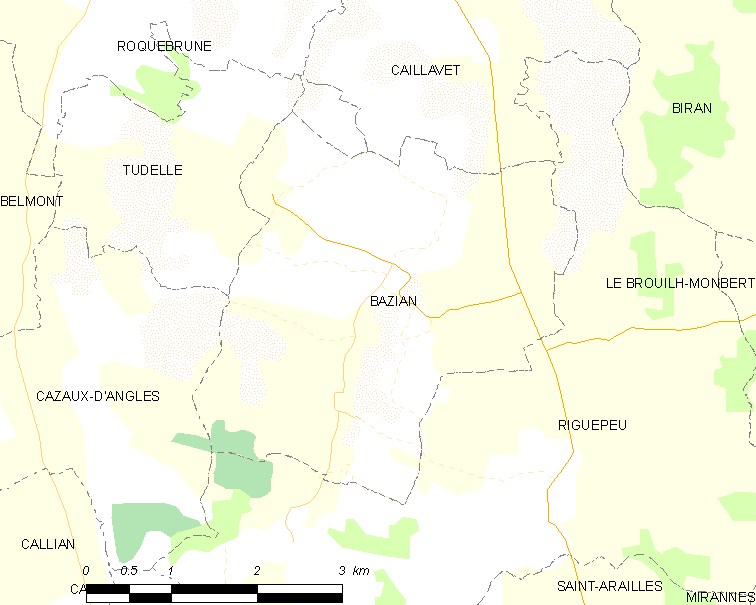
巴济扬的OSM定位图

巴济扬的时区为UTC+01:00、UTC+02:00（夏令时）。

## 行政
巴济扬的邮政编码为32320，INSEE市镇编码为32033。

## 政治
巴济扬所属的省级选区为弗藏萨克县。

## 人口

1962-2008年间巴济扬人口变化图示

巴济扬于2022年1月1日时的人口数量为103人。